# Beriewo
Beriewo (bułg. Бериево) – wieś w środkowej Bułgarii, w obwodzie Gabrowo, w gminie Sewliewo. Według danych Narodowego Instytutu Statystycznego, 31 grudnia 2011 roku wieś liczyła 277 mieszkańców.

## Środowisko naturalne
Beriewo położone jest nad Widimą. Wzdłuż rzeki znajdują się niewielkie stawy: Banczowskata, Berow brod, Cycyra, Dimo Naczew, Jocza, Padnałata skała, Piłczarnika, Sini wir, które w okresie letnim wykorzystywane są jako kąpieliska. Zbiorniki wodne obfitują w wiele gatunków ryb, m.in.: brzanę, cefala, świnkę. Stan wody rzeki określony jest jako czysty.
W lasach pospolicie spotyka się dziki, jelenie i sarny.

## Historia
Pierwsze pisemne wzmianki o miejscowości pochodzą z osmańskich dokumentów rejestracyjnych z 1617 roku, w których występuje pod nazwą Berilawa.
Bizantyjski historyk Prokopiusz napisał, że wśród wielu wsi warownych w Mezji za panowania Justyniana I, znajduje się tracka osada o nazwie Beripara. Według badacza z Sewliewa, profesora Nikoły Kowaczewa osada Beripara znajdowała się w środkowym biegu rzeki Widima, niedaleko ujścia do rzeki Rosicy, w pobliżu Beriewa.

## Kuchnia
Typowym daniem dla tej wsi jest łucznik – placek z cebulą i papryką wypiekany w tradycyjnych piecach.